# Cephalorrhynchus
Cephalorrhynchus là một chi thực vật có hoa trong họ Cúc (Asteraceae).

## Loài
Chi Cephalorrhynchus gồm các loài: